# Payn de Turberville (Adliger, † vor 1208)

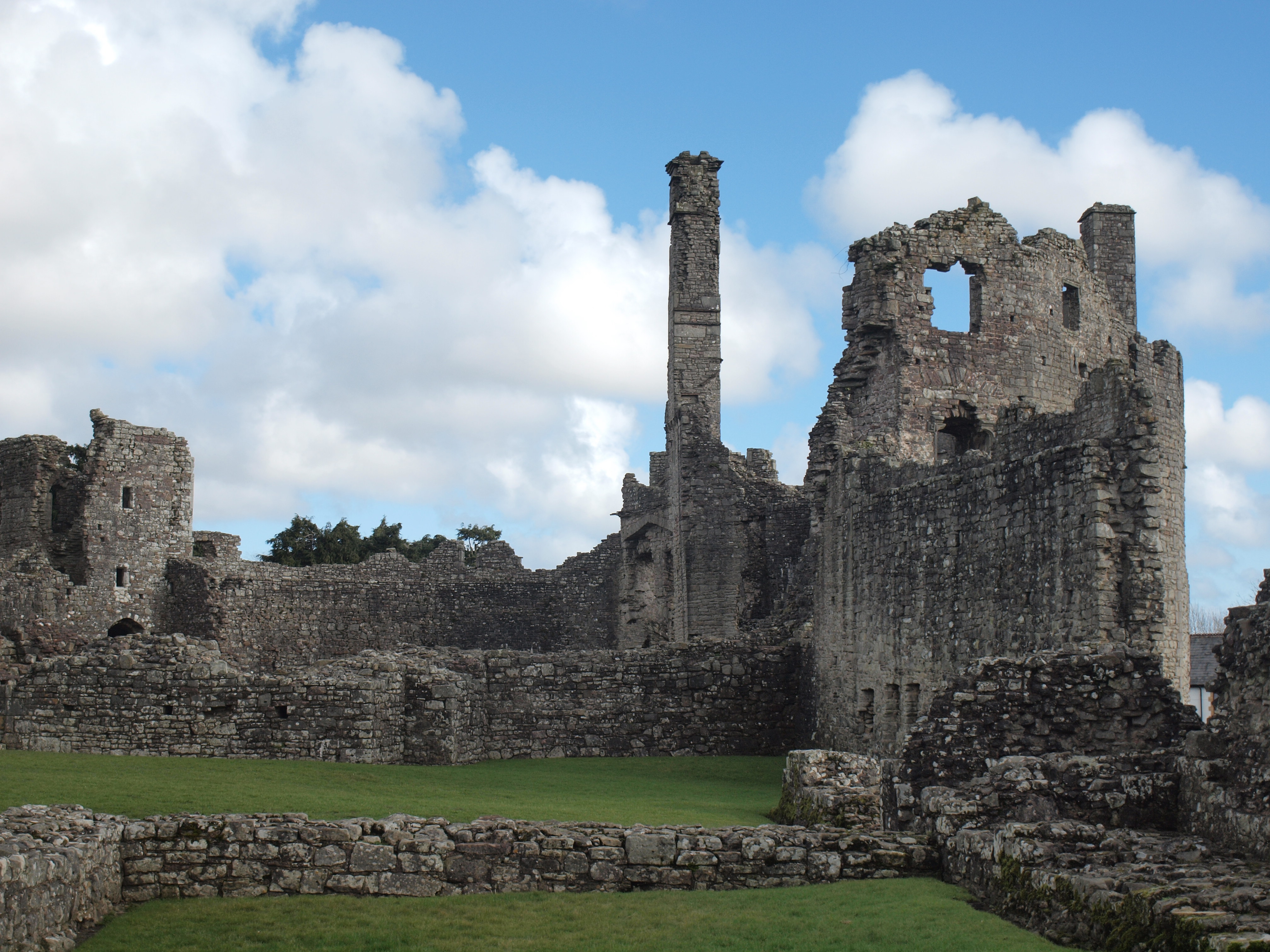
Der von Payn de Turberville begonnene Keep von Coity Castle

Payn de Turberville (auch Payn II de Turberville) († vor 1208) war ein anglonormannischer Adliger.

## Leben
Payn de Turberville entstammte der anglonormannischen Familie Turberville. Er war der älteste Sohn von Gilbert de Turberville und dessen Frau Agnes. Zusammen mit seinem Vater bezeugte er mehrere Urkunden für Earl William of Gloucester, dem Lord of Glamorgan. Spätestens 1183 erbte Payn von seinem Vater die Herrschaft Coety und weitere Besitzungen in Glamorgan, dazu war er wohl auch als Vasall des Earls of Gloucester Herr von South Molton in Devon. Er schlug mit die walisische Revolte nieder, die nach dem Tod von William of Gloucester 1183 ausbrach, und 1185 gehörte er zu den Anführern eines königlichen Heeres, das zur Abwehr walisischer Überfälle auf Glamorgan aufgestellt wurde. Neben Coity Castle, wo er wahrscheinlich den Keep errichten ließ, gehörten ihm auch Nolton, Newton und Coychurch in Glamorgan. Seinen Anspruch auf Newton und Coychurch konnte er schließlich vor Gericht gegen Walter de Sully behaupten, der auf diese Besitzungen ebenfalls alte Ansprüche seiner Familie geltend machte. Dabei musste er jedoch der Familie Sully jährlich die Zahlung einer halben Mark aus den Einkünften von Coychurch zugestehen.
Turberville starb zwischen 1202 und spätestens 1208. Sein Erbe wurde sein Sohn Gilbert de Turberville.